# Desert Rose Band
The Desert Rose Band war eine aus Kalifornien stammende Country-Rock-Band.

## Anfänge
Mitte der achtziger Jahre fanden sich in Kalifornien namhafte Musiker zu ungezwungenen Bluegrass-Sessions zusammen. Die zentrale Figur, Chris Hillman, war Gründungsmitglied der Byrds. Außerdem hatte er bei den Flying Burrito Brothers, bei Manassas und anderen Gruppen gespielt. Bernie Leadon kam von den Eagles, Al Perkins hatte bereits mit Hillman in der Souther Hillman Furay Band gespielt. Weitere Musiker waren James Burton und Bill Bryson. Aus diesem Kreis herausragender Instrumentalisten kristallisierte sich 1986 die Desert Rose Band heraus. Einige sprangen aber bereits in der Anfangsphase ab, da sie nicht an einen kommerziellen Erfolg glaubten. Al Perkins schloss sich Dolly Parton an und wurde durch Jay Dee Maness ersetzt. Für Bernie Leadon kam John Jorgenson. Schließlich holte Hillman seinen alten Weggefährten Herb Pedersen, der schon mit zahlreichen Großen der Szene zusammengearbeitet hatte.

## Karriere
Obwohl sich ausgesprochen hochkarätige Musiker zur Desert Rose Band zusammengeschlossen hatten, war es nicht ganz einfach, eine Schallplattenfirma zu finden. Einige Bandmitglieder waren bereits über vierzig Jahre alt. Mit dem Nashviller Curb-Label wurde schließlich ein Vertrag abgeschlossen. Ihre erste Single Johnnie And Jack Hit Ashes of Love erreichte 1987 einen mittleren Platz der Country-Top-100. Die nächsten drei Singles wurden aus ihrem Debüt-Album ausgekoppelt und erreichten durchweg Top-10-Plätze, wobei He’s Back and I’m Blue bis auf Platz eins vorrückte.
Ihr zweites Album, Running, gilt als Höhepunkt ihres musikalischen Schaffens. Mit I Still Believe In You wurde ein weiterer Nummer-1-Hit produziert. Auch aus dem nächsten Album, Pages Of Life, wurden 1989 mehrere erfolgreiche Singles ausgekoppelt. Danach ließen die Verkaufszahlen nach. Hauptgrund war die mangelhafte Promotion der Schallplattenfirma. Die Songs der Desert Rose Band wurden nur selten im Radio gespielt, ihre Platten waren oft in den Geschäften nicht erhältlich.
1992 erfolgte eine Umbesetzung. Einige Bandmitglieder wollten nicht mehr an den strapaziösen Tourneen teilnehmen. Von den drei Anführern Hillman, Pedersen und Jorgenson (die meist als einzige auf Fotos und Plattencovers abgebildet waren) schied John Jorgenson aus und wurde durch Jeff Ross ersetzt. Tim Grogan kam für Steve Duncan und Tom Brumley für Jay Dee Maness. Es wurden drei weitere Alben veröffentlicht, die sich allerdings nur schlecht verkauften. 1994 löste sich die Desert Rose Band auf.

## Diskografie
- 1987 – The Desert Rose Band
- 1988 – Running
- 1989 – Pages Of Life
- 1990 – A Dozen Roses/Greatest Hits
- 1991 – True Love
- 1993 – Life Goes On
- 1993 – Traditional